# KSK Ronse
El Koninklijke Sportkring Ronse era un club de fútbol belga de la ciudad de Ronse en la provincia de Flandes Oriental. Estaba afiliado a la Real Asociación Belga con el número de matrícula 38 y el rojo, azul y blanco como colores del club. El club se creó en 1987 a partir de la fusión del ASSA Ronse y el Club Ronse, que jugó en Segunda División durante un tiempo hasta después de la Segunda Guerra Mundial, pero luego se había hundido en los niveles provinciales. 

## Historia
El club fue fundado en 1906 como Association Sportive Renaisienne, abreviado AS Renaisienne, más tarde el nombre se convirtió en ASSA Ronse. Por lo tanto, era uno de los clubes más antiguos de Flandes Oriental, después de KAA Gent y Racing Gent. El equipo jugaba sus partidos en campos de Steenweg op Leuze, con franjas verticales verde-blancas como equipación. El club recibiría el número 38 en 1926 cuando se asignaron los números de matrícula. El primer presidente fue Adelson De Waele . Pronto hubo un desencuentro dentro del fútbol en Ronse, y en 1908 se fundó otro club, Football Club Renaisien, que luego obtuvo el número de matrícula 46. Los dos clubes jugaron su primer partido oficial entre sí el 8 de octubre de 1911, que terminó en empate a 1.
En 1919 ASSA adoptó el rojo y el blanco como colores del club. El 7 de mayo de 1922 se inauguró un nuevo sitio en Vier Maartlaan. El club alcanzó la Segunda División en la década de 1920, pero fue descendido durante las reformas de la liga en 1926. El club subió nuevamente a Segunda en 1937, donde también fundó el Club Ronse. Ambos clubes tuvieron su mejor momento en esta época. En 1948, sin embargo, el RAS Renaisien terminó último y fue relegado a la Promoción, luego a la Tercera División. El equipo también jugó en Promoción durante la década de 1950, con Raymond Goethals en la portería durante un tiempo. A partir de los años 60, sin embargo, el club se hundió por completo y para la temporada 1972/73 había llegado incluso a la Cuarta Provincial.
ASSA y Club Ronse finalmente se fusionaron en 1987, bajo el impulso de Orphale Crucke. El estadio recibió su nombre como homenaje. ASSA seguía jugando en Tercera Provincial y el Club Ronse también había descendido a Segunda Provincial. El nuevo club se llamó KSK Ronse y siguió jugando con el número 38 del RAS Renaisien. Los colores del club eran una combinación del rojo y blanco de ASSA y el azul y blanco del Club Ronse. En 1990 y bajo la dirección del entrenador Franky Dury, el nuevo club ganó el título por primera vez y volvió a subir a Primera Provincial. La temporada siguiente el equipo volvió a tener éxito, terminó segundo por detrás de Zultse VV y ascendió nuevamente a la promoción nacional. El club ahora trató de escalar más. En 1996 tuvieron una buena temporada con el entrenador Eddy Mestdagh, pero el equipo quedó segundo tras el campeón de la serie RRC Tournaisien. En 1999, se coqueteó con la zona de descenso durante un tiempo, pero la temporada siguiente, en 1999/2000, Ronse se proclamó campeón en la Cuarta A, y ascendió a Tercera. Una temporada más tarde, también se logró conquistar el título en Tercera División y así a partir de 2001, después de muchas décadas, un club de Ronse volvía a jugar en Segunda División.
En la temporada 2006/07, el entrenador Thierry Lootens fue despedido tras insinuaciones sobre sobornos tras la derrota por 0-5 ante el KAS Eupen. Después del campeonato 2007/08 en Tercera A, Ronse volvió a Segunda en 2008/09. Sin embargo, en la temporada 2009/10, el club descendió y volvió a jugar en Tercera División a partir de la temporada 2010/11. En la 2012/13 descendió aún más a Cuarta División.
En 2022 se anunció que KSK Ronse (matrícula nº 38) desaparecería al final de la temporada 2021-2022 por problemas económicos. En ese momento, el club jugaba en la División 2 de Bélgica. La operación fue asumida por KVV Vlaamse Ardennes (número de matrícula 3857), este club pasó a llamarse KSK Vlaamse Ardennes.

## Temporada a temporada
| Temporada                                          | Nivel | Nivel | Nivel | Nivel | Nivel | Nivel | Nivel | Nivel | Nivel | Denominación                           | Puntuación                                            | Observaciones                                                        |                                                       |
|                                                    | I     | I     | II    | P.II  |       |       |       |       |       |                                        |                                                       |                                                                      |                                                       |
| -------------------------------------------------- | ----- | ----- | ----- | ----- | ----- | ----- | ----- | ----- | ----- | -------------------------------------- | ----------------------------------------------------- | -------------------------------------------------------------------- | ----------------------------------------------------- |
| como Association Sportive Renaisienne              |       |       |       |       |       |       |       |       |       |                                        |                                                       |                                                                      |                                                       |
| 1911/12                                            |       |       |       | 7     |       |       |       |       |       | Segunda prov. O-Vl                     | 4                                                     |                                                                      |                                                       |
| 1912/13                                            |       |       |       | 2     |       |       |       |       |       | Segunda prov. O-Vl                     | 16                                                    |                                                                      |                                                       |
| 1913/14                                            |       |       |       | 3     |       |       |       |       |       | Segunda prov. O-Vl                     | 11                                                    |                                                                      |                                                       |
| 1914/15                                            |       |       |       |       |       |       |       |       |       |                                        |                                                       | sin competición por la I Guerra Mundial                              |                                                       |
| 1915/16                                            |       |       |       |       |       |       |       |       |       |                                        |                                                       | sin competición por la I Guerra Mundial                              |                                                       |
| 1916/17                                            |       |       |       |       |       |       |       |       |       |                                        |                                                       | sin competición por la I Guerra Mundial                              |                                                       |
| 1917/18                                            |       |       |       |       |       |       |       |       |       |                                        |                                                       | sin competición por la I Guerra Mundial                              |                                                       |
| 1918/19                                            |       |       |       |       |       |       |       |       |       |                                        |                                                       | sin competición por la I Guerra Mundial                              |                                                       |
| 1919/20                                            |       |       |       | 1     |       |       |       |       |       | Segunda prov. O-Vl                     | 31                                                    |                                                                      |                                                       |
| 1920/21                                            |       |       |       | 1     |       |       |       |       |       | Segunda prov. O-Vl                     | 16                                                    | En la ronda final, Ronse terminó noveno.                             |                                                       |
| 1921/22                                            |       |       |       | 2     |       |       |       |       |       | Segunda prov. O-Vl                     | 27                                                    |                                                                      |                                                       |
| 1922/23                                            |       |       |       | 2     |       |       |       |       |       | Segunda prov. O-Vl                     | 28                                                    |                                                                      |                                                       |
| 1923/24                                            |       |       | 10    |       |       |       |       |       |       | Segunda B                              | 23                                                    |                                                                      |                                                       |
| 1924/25                                            |       |       | 9     |       |       |       |       |       |       | Segunda B                              | 24                                                    |                                                                      |                                                       |
| 1925/26                                            |       |       | 10    |       |       |       |       |       |       | Segunda A                              | 25                                                    | Descenso por reforma de la liga                                      |                                                       |
|                                                    | I     | I     | II    | III   | P.II  |       |       |       |       | desde 1926/27 hay 3 niveles nacionales | desde 1926/27 hay 3 niveles nacionales                | desde 1926/27 hay 3 niveles nacionales                               | desde 1926/27 hay 3 niveles nacionales                |
| 1926/27                                            |       |       |       | 4     |       |       |       |       |       | Tercera A                              | 29                                                    |                                                                      |                                                       |
| 1927/28                                            |       |       |       | 1     |       |       |       |       |       | Tercera A                              | 38                                                    |                                                                      |                                                       |
| 1928/29                                            |       |       | 14    |       |       |       |       |       |       | Segunda                                | 7                                                     |                                                                      |                                                       |
| 1929/30                                            |       |       |       | 14    |       |       |       |       |       | Tercera A                              | 7                                                     |                                                                      |                                                       |
| 1930/31                                            |       |       |       |       | 5     |       |       |       |       | Segunda prov. O-Vl                     | 31                                                    |                                                                      |                                                       |
| 1931/32                                            |       |       |       |       | 3     |       |       |       |       | Segunda prov. O-Vl                     | 41                                                    |                                                                      |                                                       |
| 1932/33                                            |       |       |       |       | 2     |       |       |       |       | Segunda prov. O-Vl                     | 33                                                    |                                                                      |                                                       |
| como Royale Association Sportive Renaisienne       |       |       |       |       |       |       |       |       |       |                                        |                                                       |                                                                      |                                                       |
| 1933/34                                            |       |       |       |       | 1     |       |       |       |       | Segunda prov. O-Vl                     | 41                                                    |                                                                      |                                                       |
| 1934/35                                            |       |       |       | 6     |       |       |       |       |       | Tercera A                              | 27                                                    |                                                                      |                                                       |
| 1935/36                                            |       |       |       | 3     |       |       |       |       |       | Tercera D                              | 31                                                    |                                                                      |                                                       |
| 1936/37                                            |       |       |       | 1     |       |       |       |       |       | Tercera D                              | 39                                                    |                                                                      |                                                       |
| 1937/38                                            |       |       | 5     |       |       |       |       |       |       | Segunda B                              | 28                                                    |                                                                      |                                                       |
| 1938/39                                            |       |       | 8     |       |       |       |       |       |       | Segunda A                              | 23                                                    |                                                                      |                                                       |
| 1939/40                                            |       |       |       |       |       |       |       |       |       |                                        |                                                       | sin competición por la II Guerra Mundial                             |                                                       |
| 1940/41                                            |       |       |       |       |       |       |       |       |       |                                        |                                                       | sin competición por la II Guerra Mundial                             |                                                       |
| 1941/42                                            |       |       | 14    |       |       |       |       |       |       | Segunda B                              | 10                                                    |                                                                      |                                                       |
| 1942/43                                            |       |       | 12    |       |       |       |       |       |       | Segunda B                              | 16                                                    |                                                                      |                                                       |
| 1943/44                                            |       |       | 13    |       |       |       |       |       |       | Segunda A                              | 21                                                    |                                                                      |                                                       |
| 1944/45                                            |       |       |       |       |       |       |       |       |       |                                        |                                                       | sin competición por la II Guerra Mundial                             |                                                       |
| 1945/46                                            |       |       | 13    |       |       |       |       |       |       | Segunda A                              | 27                                                    |                                                                      |                                                       |
| 1946/47                                            |       |       | 11    |       |       |       |       |       |       | Segunda B                              | 30                                                    |                                                                      |                                                       |
| 1947/48                                            |       |       | 16    |       |       |       |       |       |       | Segunda A                              | 12                                                    |                                                                      |                                                       |
| 1948/49                                            |       |       |       | 3     |       |       |       |       |       | Tercera A                              | 37                                                    |                                                                      |                                                       |
| 1949/50                                            |       |       |       | 16    |       |       |       |       |       | Tercera A                              | 17                                                    |                                                                      |                                                       |
| 1950/51                                            |       |       |       |       | 3     |       |       |       |       | Segunda prov. O-Vl                     | 38                                                    |                                                                      |                                                       |
| 1951/52                                            |       |       |       |       | 3     |       |       |       |       | Segunda prov. O-Vl                     | 40                                                    |                                                                      |                                                       |
|                                                    | I     | I     | II    | III   | IV    | P.I   | P.II  | P.III | P.IV  | desde 1952/53 hay 4 niveles nacionales | desde 1952/53 hay 4 niveles nacionales                | desde 1952/53 hay 4 niveles nacionales                               | desde 1952/53 hay 4 niveles nacionales                |
| 1952/53                                            |       |       |       |       |       | 3     |       |       |       | Primera prov. O-Vl                     | 40                                                    |                                                                      |                                                       |
| 1953/54                                            |       |       |       |       | 3     |       |       |       |       | Cuarta D                               | 36                                                    |                                                                      |                                                       |
| 1954/55                                            |       |       |       |       | 10    |       |       |       |       | Cuarta C                               | 27                                                    |                                                                      |                                                       |
| 1955/56                                            |       |       |       |       | 11    |       |       |       |       | Cuarta A                               | 27                                                    |                                                                      |                                                       |
| 1956/57                                            |       |       |       |       | 10    |       |       |       |       | Cuarta D                               | 29                                                    |                                                                      |                                                       |
| 1957/58                                            |       |       |       |       | 9     |       |       |       |       | Cuarta B                               | 26                                                    |                                                                      |                                                       |
| 1958/59                                            |       |       |       |       | 11    |       |       |       |       | Cuarta A                               | 27                                                    |                                                                      |                                                       |
| 1959/60                                            |       |       |       |       | 11    |       |       |       |       | Cuarta C                               | 25                                                    |                                                                      |                                                       |
| 1960/61                                            |       |       |       |       | 14    |       |       |       |       | Cuarta D                               | 24                                                    |                                                                      |                                                       |
| 1961/62                                            |       |       |       |       |       | 15    |       |       |       | Primera prov. O-Vl                     | 19                                                    |                                                                      |                                                       |
| 1962/63                                            |       |       |       |       |       |       | 1     |       |       | Segunda prov. O-Vl                     | 48                                                    |                                                                      |                                                       |
| Als ASSA Ronse                                     |       |       |       |       |       |       |       |       |       |                                        |                                                       |                                                                      |                                                       |
| 1963/64                                            |       |       |       |       |       | 1     |       |       |       | Primera prov. O-Vl                     | 44                                                    |                                                                      |                                                       |
| 1964/65                                            |       |       |       |       | 16    |       |       |       |       | Cuarta B                               | 16                                                    |                                                                      |                                                       |
| 1965/66                                            |       |       |       |       |       | 8     |       |       |       | Primera prov. O-Vl                     | 33                                                    |                                                                      |                                                       |
| 1966/67                                            |       |       |       |       |       | 3     |       |       |       | Primera prov. O-Vl                     | 35                                                    |                                                                      |                                                       |
| 1967/68                                            |       |       |       |       |       | 13    |       |       |       | Primera prov. O-Vl                     | 25                                                    |                                                                      |                                                       |
| 1968/69                                            |       |       |       |       |       |       | 14    |       |       | Segunda prov. O-Vl                     | 24                                                    |                                                                      |                                                       |
| 1969/70                                            |       |       |       |       |       |       |       | 9     |       | Tercera prov. O-Vl                     | 24                                                    |                                                                      |                                                       |
| 1970/71                                            |       |       |       |       |       |       |       | 5     |       | Tercera prov. O-Vl                     | 27                                                    |                                                                      |                                                       |
| 1971/72                                            |       |       |       |       |       |       |       | 7     |       | Tercera prov. O-Vl                     | 27                                                    |                                                                      |                                                       |
| 1972/73                                            |       |       |       |       |       |       |       | 14    |       | Tercera prov. O-Vl                     | 15                                                    |                                                                      |                                                       |
| 1973/74                                            |       |       |       |       |       |       |       |       | 10    | Cuarta prov. O-Vl                      | 25                                                    |                                                                      |                                                       |
| 1974/75                                            |       |       |       |       |       |       |       |       | 1     | Cuarta prov. O-Vl                      | 50                                                    |                                                                      |                                                       |
| 1975/76                                            |       |       |       |       |       |       |       | 13    |       | Tercera prov. O-Vl                     | 24                                                    |                                                                      |                                                       |
| 1976/77                                            |       |       |       |       |       |       |       | 11    |       | Tercera prov. O-Vl                     | 28                                                    |                                                                      |                                                       |
| 1977/78                                            |       |       |       |       |       |       |       | 9     |       | Tercera prov. O-Vl                     | 29                                                    |                                                                      |                                                       |
| 1978/79                                            |       |       |       |       |       |       |       | 5     |       | Tercera prov. O-Vl                     | 35                                                    |                                                                      |                                                       |
| 1979/80                                            |       |       |       |       |       |       |       | 9     |       | Tercera prov. O-Vl                     | 30                                                    |                                                                      |                                                       |
| 1980/81                                            |       |       |       |       |       |       |       | 14    |       | Tercera prov. O-Vl                     | 19                                                    |                                                                      |                                                       |
| 1981/82                                            |       |       |       |       |       |       |       |       | 5     | Cuarta prov. O-Vl                      | 38                                                    |                                                                      |                                                       |
| 1982/83                                            |       |       |       |       |       |       |       |       | 2     | Cuarta prov. O-Vl                      | 44                                                    |                                                                      |                                                       |
| 1983/84                                            |       |       |       |       |       |       |       | 7     |       | Tercera prov. O-Vl                     | 34                                                    |                                                                      |                                                       |
| 1984/85                                            |       |       |       |       |       |       |       | 9     |       | Tercera prov. O-Vl                     | 28                                                    |                                                                      |                                                       |
| 1985/86                                            |       |       |       |       |       |       |       | 3     |       | Tercera prov. O-Vl                     | 44                                                    |                                                                      |                                                       |
| 1986/87                                            |       |       |       |       |       |       |       | 14    |       | Tercera prov. O-Vl                     | 22                                                    |                                                                      |                                                       |
| como KSK Ronse (fusión de ASSA Ronse y Club Ronse) |       |       |       |       |       |       |       |       |       |                                        |                                                       |                                                                      |                                                       |
| 1987/88                                            |       |       |       |       |       |       | 4     |       |       | Segunda prov. O-Vl                     | 37                                                    |                                                                      |                                                       |
| 1988/89                                            |       |       |       |       |       |       | 7     |       |       | Segunda prov. O-Vl                     | 30                                                    |                                                                      |                                                       |
| 1989/90                                            |       |       |       |       |       |       | 1     |       |       | Segunda prov. O-Vl                     | 54                                                    |                                                                      |                                                       |
| 1990/91                                            |       |       |       |       |       | 2     |       |       |       | Primera prov. O-Vl                     | 42                                                    |                                                                      |                                                       |
| 1991/92                                            |       |       |       |       | 9     |       |       |       |       | Cuarta                                 | 30                                                    |                                                                      |                                                       |
| 1992/93                                            |       |       |       |       | 7     |       |       |       |       | Cuarta                                 | 34                                                    |                                                                      |                                                       |
| 1993/94                                            |       |       |       |       | 7     |       |       |       |       | Cuarta                                 | 31                                                    |                                                                      |                                                       |
| 1994/95                                            |       |       |       |       | 5     |       |       |       |       | Cuarta                                 | 37                                                    |                                                                      |                                                       |
| 1995/96                                            |       |       |       |       | 2     |       |       |       |       | Cuarta                                 | 54                                                    |                                                                      |                                                       |
| 1996/97                                            |       |       |       |       | 6     |       |       |       |       | Cuarta                                 | 46                                                    |                                                                      |                                                       |
| 1997/98                                            |       |       |       |       | 9     |       |       |       |       | Cuarta                                 | 41                                                    |                                                                      |                                                       |
| 1998/99                                            |       |       |       |       | 12    |       |       |       |       | Cuarta                                 | 38                                                    |                                                                      |                                                       |
| 1999/00                                            |       |       |       |       | 1     |       |       |       |       | Cuarta                                 | 64                                                    |                                                                      |                                                       |
| 2000/01                                            |       |       |       | 1     |       |       |       |       |       | Tercera                                | 58                                                    |                                                                      |                                                       |
| 2001/02                                            |       |       | 15    |       |       |       |       |       |       | Segunda                                | 37                                                    |                                                                      |                                                       |
| 2002/03                                            |       |       | 10    |       |       |       |       |       |       | Segunda                                | 42                                                    |                                                                      |                                                       |
| 2003/04                                            |       |       | 15    |       |       |       |       |       |       | Segunda                                | 32                                                    |                                                                      |                                                       |
| 2004/05                                            |       |       | 8     |       |       |       |       |       |       | Segunda                                | 48                                                    |                                                                      |                                                       |
| 2005/06                                            |       |       | 11    |       |       |       |       |       |       | Segunda                                | 39                                                    |                                                                      |                                                       |
| 2006/07                                            |       |       | 18    |       |       |       |       |       |       | Segunda                                | 21                                                    |                                                                      |                                                       |
| 2007/08                                            |       |       |       | 1     |       |       |       |       |       | Tercera                                | 57                                                    |                                                                      |                                                       |
| 2008/09                                            |       |       | 8     |       |       |       |       |       |       | Segunda                                | 52                                                    |                                                                      |                                                       |
| 2009/10                                            |       |       | 17    |       |       |       |       |       |       | Segunda                                | 39                                                    |                                                                      |                                                       |
| 2010/11                                            |       |       |       | 9     |       |       |       |       |       | Tercera A                              | 45                                                    |                                                                      |                                                       |
| 2011/12                                            |       |       |       | 10    |       |       |       |       |       | Tercera A                              | 41                                                    |                                                                      |                                                       |
| 2012/13                                            |       |       |       | 17    |       |       |       |       |       | Tercera A                              | 31                                                    |                                                                      |                                                       |
| 2013/14                                            |       |       |       |       | 9     |       |       |       |       | Cuarta A                               | 42                                                    |                                                                      |                                                       |
| 2014/15                                            |       |       |       |       | 6     |       |       |       |       | Cuarta A                               | 48                                                    |                                                                      |                                                       |
| 2015/16                                            |       |       |       |       | 10    |       |       |       |       | Cuarta A                               | 39                                                    |                                                                      |                                                       |
|                                                    | 1A    | 1B    | 1Am   | 2Am   | 3Am   | P.I   | P.II  | P.III | P.IV  |                                        | desde 2016-17 hay 3 niveles nacionales y 2 regionales | desde 2016-17 hay 3 niveles nacionales y 2 regionales                | desde 2016-17 hay 3 niveles nacionales y 2 regionales |
| 2016/17                                            |       |       |       |       | 4     |       |       |       |       | Tercera Afic.                          | 53                                                    |                                                                      |                                                       |
| 2017/18                                            |       |       |       | 13    |       |       |       |       |       | Segunda Afic.                          | 33                                                    |                                                                      |                                                       |
| 2018/19                                            |       |       |       | 6     |       |       |       |       |       | Segunda Afic.                          | 43                                                    |                                                                      |                                                       |
| 2019/20                                            |       |       |       | 3     |       |       |       |       |       | División 2                             | 45                                                    | competición detenida anticipadamente debido a la crisis del Covid-19 |                                                       |
| 2020/21                                            |       |       |       | -     |       |       |       |       |       | División 2                             | -                                                     | la competición se suspendió debido al Covid-19                       |                                                       |
| 2021/22                                            |       |       |       | 16    |       |       |       |       |       | División 2                             | 12                                                    | desaparece                                                           |                                                       |